# Jacques Villeret
Pour les articles homonymes, voir Villeret.
Jacques Villeret, né Jacky Boufroura le 6 février 1951 à Tours (Indre-et-Loire) et mort le 28 janvier 2005 à Évreux (Eure), est un acteur français.
Interprétant souvent des personnages au caractère gentil et attachant, il est notamment connu du grand public français pour son rôle de l'extraterrestre La Denrée dans La Soupe aux choux (1981), du maréchal Ludwig von Apfelstrudel dans Papy fait de la résistance (1983), ou encore de François Pignon dans Le Dîner de cons (1998).
Il a remporté deux César du cinéma ; celui du meilleur acteur dans un second rôle pour sa prestation dans le film Robert et Robert en 1979 et celui du meilleur acteur pour son rôle de François Pignon dans Le Dîner de cons en 1999.

## Biographie
Jacky Boufroura naît à Tours le 6 février 1951 d'un père algérien installé en France, Ahmed Boufroura, et d'une mère française, Annette Bonnin (1934-2013), dont la mère tient un salon de coiffure. Ses parents divorcent alors qu'il est âgé de neuf mois. Il est élevé par le nouveau mari de sa mère, Raymond Villeret, dont le nom de famille devient son nom d'usage. C'est en entrant au lycée Descartes de Tours qu'il découvre qu'il est né d'un père algérien. Ce n'est qu'à l'âge de quarante ans, après avoir enfin retrouvé son père biologique, qu'il fera changer son état civil pour s'appeler officiellement Villeret.
À l'école, il aime imiter ses professeurs et jouer au football, sport qu'il pratique avec talent et dextérité selon ses anciens camarades. Durant son passage chez les éclaireurs, qui organisaient alors une « fête des éclés » annuelle, il a l'occasion de découvrir le théâtre. La première pièce qu'il joue avec eux est une comédie de Roger Ferdinand créée en 1943, les J3 ou la nouvelle école, où il tient le rôle de Barbarin. Il effectue sa première représentation le 22 février 1966 au Palace-Cinéma, dans la ville de Loches. Au lycée, il décroche une bourse de voyage Zellidja qui lui permet de se rendre à l'étranger, où il reste plus d'un mois.
En 1971, il joue au conservatoire, avec Jacques Weber qui lui trouve « du génie ».
Il voit Jacques Brel sur scène, qui le fascine et lui donne envie de persévérer dans le spectacle. 
Par la suite, il suit une formation théâtrale au conservatoire de Tours puis au Conservatoire de Paris, promotion 1973, où il a pour professeur Louis Seigner, avant de faire ses débuts sur scène avec la compagnie Marcelle Tassencourt.

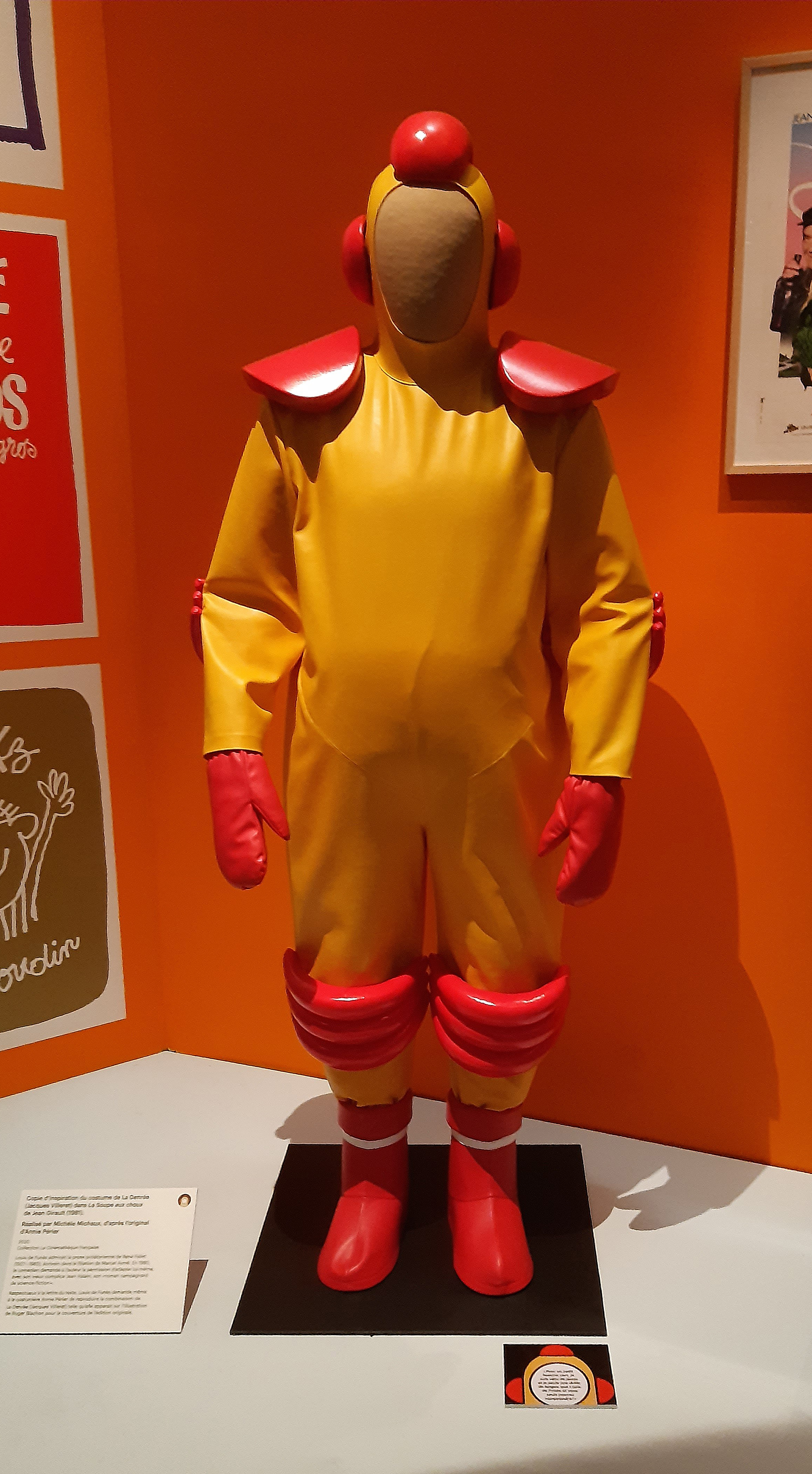
Copie du costume de La Denrée dans La Soupe aux choux lors de l'exposition sur Louis de Funès à la Cinémathèque française en 2020.

Au cinéma, c'est le réalisateur Yves Boisset qui, sur les conseils de Jacques Weber, lui confie en 1973 son premier rôle : celui d'un soldat durant la guerre d'Algérie, dans R.A.S.. L'année suivante, il tourne à nouveau sous la direction de Boisset dans Dupont Lajoie.
Dans les années 1970, il incarne des personnages de Français moyen, rondouillard assez naïf, le plus souvent souffre-douleur. Il tourne sous la direction de Jean-Claude Brialy (Un amour de pluie), d'Élie Chouraqui (Mon premier amour) et de Jacques Rozier (Les Naufragés de l'île de la Tortue). Dans ce dernier film, il est le frère du personnage joué par Maurice Risch, acteur qui lui ressemble physiquement beaucoup.
Il obtient ses premiers rôles importants grâce à Claude Lelouch, qui lui trouve « des qualités spécifiques pour être acteur : innocent, timide, fou », et avec qui il tourne au total huit films, dont Le Bon et les Méchants (1976) et Robert et Robert (1978), qui lui vaut le César du meilleur acteur dans un second rôle.
Bien qu'ayant obtenu en 1979 le premier rôle de Bête, mais discipliné, il n'accède véritablement à la célébrité qu'en 1981 avec son rôle d'extraterrestre « oxien » (La Denrée) dans La Soupe aux choux, de Jean Girault, en compagnie de Louis de Funès et de Jean Carmet dans les deux premiers rôles principaux. Autre second rôle fameux : le demi-frère d'Adolf Hitler dans Papy fait de la résistance (1983), où il interprète la chanson Je n'ai pas changé, reprise parodique (avec un fort accent allemand) de la chanson de Julio Iglesias.
En 1998, Francis Veber adapte au cinéma sa propre pièce de théâtre Le Dîner de cons. Le réalisateur fait de nouveau appel à Villeret afin de jouer le personnage de François Pignon et l'acteur remporte pour ce rôle le César du meilleur acteur. Par la suite, Jacques Villeret tourne notamment sous la direction de Jean Becker dans Les Enfants du marais (1999), Un crime au Paradis (2001) et Effroyables Jardins (2003), incarnant des rôles poignants et touchants salués par le public et la critique.

### Mort
Il meurt à Évreux (Eure) le 28 janvier 2005 des suites d'une hémorragie interne en rapport avec une maladie hépatique. Il est enterré à Perrusson (Indre-et-Loire), auprès de sa grand-mère maternelle.

### Vie privée
Il épouse la comédienne et autrice Irina Tarassov le 26 décembre 1979, après deux ans de vie commune, et élève comme le sien son fils Alexandre. Le couple se sépare en 1998. Il rencontre par la suite Seny, une veuve sénégalaise qui, peu avant sa mort, s'apprêtait à quitter Lille pour vivre avec lui à Paris.
Dans Un jour tout ira bien (Flammarion, 2006), Irina Tarassov relate leur parcours et leur combat contre l'alcoolisme qui finit par emporter Jacques Villeret en 2005. Cet ouvrage souvent primé fait l'objet d'une polémique. En effet, Ghislaine Villeret, la demi-sœur de Jacques Villeret, pourtant très éloignée de la vie de celui-ci[réf. nécessaire], dénonce « les mensonges sur son frère ». Certains considèrent que la famille choisit de nier par cette prise de position la souffrance endurée par l'acteur[réf. nécessaire].

## Théâtre
- 1970 : La locandiera de Carlo Goldoni, mise en scène Jacques Ardouin, théâtre Hébertot
- 1970 : J'ai régné cette nuit de Pierre Sabatier, mise en scène Jacques Ardouin, théâtre Hébertot
- 1971 : Des frites, des frites, mise en scène Gérard Vergez, Théâtre national populaire
- 1972 : Occupe-toi d'Amélie de Georges Feydeau, mise en scène Jacques-Henri Duval, théâtre des Célestins
- 1972 : Rhinocéros d'Eugène Ionesco, mise en scène Guy Lauzin, théâtre des Célestins
- 1972 : Le Testament du chien d'Ariano Suassuna, mise en scène Guy Lauzin, festival d'Avignon
- 1973 : Viendra-t-il un autre été ? de Jean-Jacques Varoujean, mise en scène Jacques Spiesser, Petit Odéon
- 1973 : Les Fourberies de Scapin de Molière, théâtre de Reims-Robert Hossein
- 1973 : Dom Juan de Molière, mise en scène Régis Anders, festival d'Orge
- 1974 : Gomina, mise en scène François Wertheimer, L'Européen
- 1975-1983 : One-man show Théâtre des Blancs-Manteaux
- 1987 : C'est encore mieux l'après-midi de Ray Cooney, mise en scène de Pierre Mondy, théâtre des Variétés
- 1989 : Un fil à la patte de Georges Feydeau, mise en scène de Pierre Mondy, théâtre du Palais-Royal
- 1991 : La Contrebasse de Patrick Süskind, mise en scène Philippe Ferran, théâtre Hébertot puis théâtre de la Gaîté-Montparnasse
- 1993 : Le Dîner de cons de Francis Veber, mise en scène Pierre Mondy, théâtre des Variétés
- 1998 : La Contrebasse de Patrick Süskind, théâtre Marigny
- 2000 : Jeffrey Bernard est souffrant de Keith Waterhouse, mise en scène Jean-Michel Ribes, théâtre Fontaine

## Filmographie

### Cinéma

#### Longs métrages

##### Années 1970
- 1973 : RAS d'Yves Boisset : le soldat Girot
- 1974 : Un amour de pluie de Jean-Claude Brialy : Guillaume
- 1974 : La Gueule ouverte de Maurice Pialat (rôle coupé au montage)
- 1974 : Toute une vie de Claude Lelouch
- 1975 : Sérieux comme le plaisir de Robert Benayoun : le gendarme à la télévision
- 1975 : Dupont Lajoie d'Yves Boisset : Gérald
- 1976 : Le Bon et les Méchants de Claude Lelouch : Simon
- 1976 : Si c'était à refaire de Claude Lelouch : l'agent immobilier
- 1976 : Les Naufragés de l'île de la Tortue de Jacques Rozier : Petit Nono
- 1977 : Un autre homme, une autre chance de Claude Lelouch : un client
- 1978 : Robert et Robert de Claude Lelouch : Robert Villiers
- 1978 : Mon premier amour d'Élie Chouraqui : Jacques Labrousse
- 1978 : Molière ou la Vie d'un honnête homme d'Ariane Mnouchkine : un bateleur (rôle coupé au montage)
- 1978 : Passe montagne de Jean-François Stévenin : Georges
- 1979 : Confidences pour confidences de Pascal Thomas : l'étudiant qui cherche du travail
- 1979 : Un balcon en forêt de Michel Mitrani : Gourcuff
- 1979 : Mais ou et donc Ornicar de Bertrand Van Effenterre (rôle coupé au montage)
- 1979 : À nous deux de Claude Lelouch : Tonton musique
- 1979 : Bête, mais discipliné de Claude Zidi : Jacques Cardot
- 1979 : Rien ne va plus, film à sketches de Jean-Michel Ribes : Henri Fisserman / Paul Flantier / Bouli / docteur Delomien / Jacques du Breuil / Robert Valier / Florence / commissaire Blandin / le patron de La Grenade / M. Fremelin

##### Années 1980
- 1981 : Malevil de Christian de Chalonge : Momo
- 1981 : Les Uns et les Autres de Claude Lelouch : Jacques
- 1981 : La Soupe aux choux de Jean Girault : l'Oxien (La Denrée)
- 1982 : Le Grand Frère de Francis Girod : l'inspecteur Coleau
- 1983 : Danton d'Andrzej Wajda : le général Westermann
- 1983 : Effraction de Daniel Duval : Valentin Tralande, dit Val
- 1983 : Édith et Marcel de Claude Lelouch : Jacques Barbier
- 1983 : Circulez y a rien à voir de Patrice Leconte : l'inspecteur Pelissier
- 1983 : Prénom Carmen de Jean-Luc Godard : l'homme qui mange des yaourts dans les toilettes de la station-service
- 1983 : Papy fait de la résistance de Jean-Marie Poiré : Reichsminister Ludwig von Apfelstrudel
- 1983 : Garçon ! de Claude Sautet : Gilbert
- 1984 : Les Morfalous d'Henri Verneuil : Béral
- 1985 : Drôle de samedi (Cumartesi Cumartesi) de Tunç Okan : Maurice, le boucher
- 1985 : Hold-Up d'Alexandre Arcady : Jérémie Planchet
- 1986 : La Galette du roi de Jean-Michel Ribes : Utte de Danemark
- 1986 : Les Folles Années du twist de Mahmoud Zemmouri : M'sieur John Wayne
- 1986 : Black Mic-Mac de Thomas Gilou : Michel Le Gorgues
- 1986 : Les Frères Pétard de Hervé Palud : Momo
- 1987 : Dernier Été à Tanger d'Alexandre Arcady : Marcus
- 1987 : L'Été en pente douce de Gérard Krawczyk : Maurice Leheurt dit Mo
- 1987 : Soigne ta droite de Jean-Luc Godard : l'individu
- 1988 : La Petite Amie de Luc Béraud : Guillaume Bertin
- 1988 : Mangeclous de Moshé Mizrahi : Salomon

##### Années 1990
- 1990 : Trois Années de Fabrice Cazeneuve : Alexandre Guillermen
- 1991 : Les Secrets professionnels du docteur Apfelglück d'Hervé Palud, Alessandro Capone, Mathias Ledoux, Stéphane Clavier, Thierry Lhermitte : Martineau
- 1991 : La Montre, la Croix et la Manière (The Favour, the Watch and the Very Big Fish) de Ben Lewin : Charles, l'homme de la lingerie
- 1991 : Le Fils du Mékong de François Leterrier : Durieux
- 1992 : Le Bal des casse-pieds d'Yves Robert : Jérôme
- 1992 : 588, rue Paradis d'Henri Verneuil : Alexandre
- 1994 : Parano, sketch Nuit d'essence de Yann Piquer : le pompiste
- 1996 : Golden Boy de Jean-Pierre Vergne : Antoine Bonvoisin
- 1998 : Le Dîner de cons de Francis Veber : François Pignon
- 1998 : Mookie d'Hervé Palud : frère Benoît
- 1999 : Les Enfants du marais de Jean Becker : Henri Pignol dit Riton

##### Années 2000
- 2000 : Les Acteurs de Bertrand Blier : lui-même
- 2001 : Un crime au Paradis de Jean Becker : Jojo Braconnier
- 2001 : Un aller simple de Laurent Heynemann : Jean-Pierre
- 2001 : Rencontre avec Jacques Rozier, documentaire de Christian Argentino : lui-même
- 2003 : Effroyables Jardins de Jean Becker : Jacques Pouzay
- 2003 : Le Furet de Jean-Pierre Mocky : Le Furet[8]
- 2004 : Malabar Princess de Gilles Legrand : Gaspard
- 2004 : Vipère au poing de Philippe de Broca : M. Rézeau
- 2005 : Iznogoud de Patrick Braoudé : le calife Haroun El Poussah
- 2005 : L'Antidote de Vincent de Brus : André Morin
- 2005 : Les Âmes grises d'Yves Angelo : le juge Mierck
- 2005 : Les Parrains de Frédéric Forestier : Lucien

#### Courts métrages
- 1973 : Max l'indien de Tony Gatlif
- 1974 : La Choisie de Gérard Mordillat : le beau-frère
- 1976 : Nono Nénesse de Jacques Rozier et Pascal Thomas : Nono
- 1985 : Dialogue de sourds de Bernard Nauer : l'aveugle
- 1987 : Sale Temps d'Alain Pigeaux : le chômeur de 40 ans
- 1988 : La Fête à Louisette d'Alain Pigeaux
- 1992 : Piège de feu d'Olivier Chavarot
- 1992 : Le Batteur du Boléro de Patrice Leconte : Drummer
- 2005 : De qui me moque-je ? de Matthieu Maunier-Rossi : le paysan asiatique

### Télévision
- 1972 : Au théâtre ce soir : Histoire d'un détective de Sidney Kingsley, mise en scène Jean Meyer, réalisation Pierre Sabbagh : le photographe
- 1973 : Fantasio de Roger Kahane : Spark
- 1975 : Humour international de Paul Planchin
- 1978 : Le Rabat-joie de Jean Larriaga : Léon
- 1979 : Profession comédien de Catherine Barma et Jean-Claude Longin : lui-même
- 1979 : Un coup de rasoir de Pascal Thomas : le domestique
- 1981 : Gaston Lapouge de Franck Appréderis : Gaston Lapouge
- 1982 : L'Épreuve de Claude Santelli : Blaise
- 1982 : Jacques Dutronc : La Nuit d'un rêveur de Pierre Desfons : le gardien de la SFP
- 1982 : Merci Bernard de Jean-Michel Ribes
- 1984 : Sacré Lucien de Bernard Bouthier : Lucien Leroy
- 1985 : La Dernière Chance de Gérard Jourd'hui
- 1986 : Les Millionnaires du jeudi de Claude Grinberg
- 1989 : C'est encore mieux l'après-midi de Georges Folgoas
- 1996 : Georges Dandin de Jean-Claude Brialy : Georges Dandin
- 1997 : Le Dernier Été de Claude Goretta : Georges Mandel
- 1997 : Les Beaux Jours
- 1998 : Volpone de Christian de Chalonge
- 2001 : Désobéissance de Fabrice Cazeneuve

## Distinctions

### Décorations
- Chevalier de la Légion d'honneur (2003)
- Chevalier de l'ordre des Arts et des Lettres

### Récompenses
- César 1979 : Meilleur acteur dans un second rôle pour Robert et Robert.
- César 1999 : Meilleur acteur pour Le Dîner de cons.
- Lumières de la presse internationale 1999 : Meilleur acteur pour Le Dîner de cons
- Minerve du meilleur acteur pour le film publicitaire Petits Cœurs de Belin

### Nominations
- César 1984 : Meilleur acteur dans un second rôle pour Garçon !
- Molières 1991 : Meilleur comédien pour La Contrebasse
- Molières 1994 : Meilleur comédien pour Le Dîner de cons
- Molières 2001 : Meilleur comédien pour Jeffrey Bernard est souffrant

### Documentaires
- Jacques Villeret : l’angoissé qui voulait nous faire rire, de Frédéric Zamochnikoff (2014)
- Jacques Villeret, drôlement tragique, de Christophe Duchiron (2025)